# Paraibuna (ort)
Paraibuna är en ort i Brasilien.   Den ligger i kommunen Paraibuna och delstaten São Paulo, i den sydöstra delen av landet, 900 km söder om huvudstaden Brasília. Paraibuna ligger 635 meter över havet och antalet invånare är 17 384.
Terrängen runt Paraibuna är platt åt sydost, men åt nordväst är den kuperad. Paraibuna ligger nere i en dal. Paraibuna är det största samhället i trakten.
Omgivningarna runt Paraibuna är huvudsakligen savann. Runt Paraibuna är det ganska glesbefolkat, med 22 invånare per kvadratkilometer.